# Miyagawa Satoshi
Satoshi Miyagawa (sinh ngày 24 tháng 3 năm 1977) là một cầu thủ bóng đá người Nhật Bản.

## Sự nghiệp câu lạc bộ
Satoshi Miyagawa đã từng chơi cho Sagan Tosu.